# Нодзу, Юдзуру
Юдзуру Нодзу (яп. 野津謙 Нодзу Юдзуру,  12 марта 1899, Хиросима, Японская империя — 27 августа 1983, Сэтагая, Токио, Япония) — японский чиновник, футболист и функционер. Бронзовый призёр Дальневосточных игр 1921 года, отмечен в Зале Славы японского футбола.

## Биография
Юдзуру начинал играть в футбол в Первой старшей школе Хиросимы. В 1916 году он поступил на медицинский факультет Токийского университета и стал выступать за студенческую футбольную команду. В 1921 году Юдзуру был вызван в национальную сборную Японии на Дальневосточные игры, проходившие в Шанхае. Он дебютировал за национальную команду 30 мая в матче против сборной Филиппин. Юдзуру принял участие и в следующей игре против сборной Китая. В итоге Япония стала бронзовым призёром турнира. Более Юдзуру не вызывался в национальную команду. Окончив Токийский университет в 1923 году, он перестал играть в футбол.
Позднее Юдзуру отправился изучать медицину в Гарвардский университет, из которого он выпустился в 1934 году и вернулся в Японию. Там Юдзуру занимал различные должности в министерстве здравоохранения. В 1938—1941 годах он находился на посту министра физической культуры и спорта при министерстве образования, культуры, спорта, науки и технологий. После окончания Второй мировой войны Юдзуру покинул японскую администрацию. В 1947 году он основал собственную клинику Нодзу. В 1955 году Юдзуру вернулся в футбол в качестве функционера: он был избран президентом Футбольной ассоциации Японии. Позднее Юдзуру получил должность в ФИФА, став вторым японским функционером в истории организации.
27 августа 1983 года он умер от сердечного приступа. В 2005 году его включили в Зал славы японского футбола.

## Статистика выступлений за сборную Японии
| Матчи и голы Нодзу за сборную Японии | Матчи и голы Нодзу за сборную Японии | Матчи и голы Нодзу за сборную Японии | Матчи и голы Нодзу за сборную Японии | Матчи и голы Нодзу за сборную Японии | Матчи и голы Нодзу за сборную Японии |
| №                                    | Дата                                 | Оппонент                             | Счёт                                 | Голы Нодзу                           | Соревнование                         |
| ------------------------------------ | ------------------------------------ | ------------------------------------ | ------------------------------------ | ------------------------------------ | ------------------------------------ |
| 1                                    | 30 мая 1921                          | Филиппины                            | 1:3                                  | -                                    | Дальневосточные игры 1921            |
| 2                                    | 1 июня 1921                          | Китай                                | 0:4                                  | -                                    | Дальневосточные игры 1921            |

Итого: 2 матча / 0 голов; 0 побед, 0 ничьих, 2 поражения.

## Награды и премии
- Бронзовый призёр Дальневосточных игр: 1921
- Медаль Почёта с голубой лентой: 1964
- Орден Священного сокровища: 1969
- Рыцарь-командор Ордена Британской империи: 1970
- Член Зала славы японского футбола: 2005